# ニューサウスウェールズ州営鉄道Tulloch電車 (2階建て車両)
Tulloch（タロック）は、かつてニューサウスウェールズ州営鉄道（現：シドニー・トレインズ）が運用していた電車（付随車）の通称。シドニー初の2階建て鉄道車両である。

## 導入までの経緯
1926年から電化が始まったシドニー近郊の鉄道路線には、電化に合わせて導入された電車に加えそれ以前から用いられていた木造客車を改造した付随車が使用されていた。だが1950年代以降それら車両の老朽化が顕著となり、置き換えが検討されるようになった。一方でシドニーの通勤・近郊電車の利用客は増加の一途を辿っていたが、シドニー中心部の地下駅のプラットホームの長さ、信号システム、線路容量など施設の問題からラッシュ時に運行される8両編成以上の長編成化は困難だった。
そこで、オーストラリアの鉄道車両メーカーであるタロック・リミテッドはこれらの課題が解決可能な2階建て車両を提案した。そしてこの設計案に基づき1964年に最初の車両が完成したのが、一連の2階建て中間付随車である。

## 概要
車体は台枠が鋼製、外板や補助枠はアルミニウム製という軽量化を図った構造となっており、車体の中央部が2階建てとなっている。座席配置は中央の2階建て部分が1階・2階共に2+3配列のクロスシートで、乗降扉付近を除き転換式クロスシートとなっている一方、車体両端の1階建て部分はロングシートである。着席定員数は置き換え対象である旧型電車の70人に対し132人と2倍近くに増加している。空調装置は搭載されていないため、1階部分は大型のファン、2階部分はベンチレータを用いて換気を行う構造となっている。
製造当初の乗降扉については、最初に製造された40両（T4801 - T4840）は連結する"Sputnik"電車に合わせドアエンジンを搭載した自動ドアを採用した一方、以降に製造された80両（T4851 - T4920）については連結する旧型電車に併せ手動ドアに変更している。
車体の振動抑制や乗り心地改善のため、台車はオーストラリアの鉄道車両で初めて空気ばねを本格的に採用した。製造はオーストラリアの鉄道車両・重機メーカーであったA.E.グッドウィンが手掛けており、設計には日本の汽車製造の技術が導入されている。

## 運用
1964年からの運用開始当初は、既存の1階建て電車4両編成（電動制御車+付随車+付随車+電動制御車）のうち、既存の中間付随車と交換する形での導入が行われた。出力値が566.8 kw（760 HP）の"Sputnik"電車による編成には2両が連結された一方、それ以前に製造された出力値536.9 kw（720 HP）の電車編成については付随車のうち1両のみが2階建て車両に交換され、残りの中間車については"Sputnik"編成から捻出された付随車を使用する事で老朽化した木造付随車を置き換えた。
定員数が増加し乗り心地も良い2階建て付随車は利用客から好評であり、これを受けてニューサウスウェールズ州営鉄道は1968年に4両の2階建て電動制御車（C3801 - C3804）を製造し、2階建て付随車のうち4両がこれらと編成を組む事ができるよう改造が施された。その試験結果を受けて1972年以降オール2階建て電車であるS形電車の量産が始まり、既存の2階建て付随車についても手動ドア方式で製造された53両が自動ドア化や連結器、車内照明などの改造を受けて編成に組み込まれた。なお、これらの改造は製造元であるタロック・リミテッドによって行われた。
1階建て電車の中間に組み込まれていた車両は"Sputnik"編成が1993年11月をもって引退したのと同時に全車廃車された一方、S形の中間付随車として転用された車両は以降も使用されたが、老朽化が進行したため2002年以降はM形電車 "Millenium"による置き換えが実施され、その結果2003年に営業運転から引退し、翌2004年までに全車廃車された。2019年の時点で2両（T4801、T4814）が"Sputnik"電車と編成を組んだ状態で動態保存されている他、数両が静態保存されている。。